# Reinhardtia gracilis
Reinhardtia gracilis là loài thực vật có hoa thuộc họ Arecaceae. Loài này được (H.Wendl.) Burret miêu tả khoa học đầu tiên năm 1932.